# Les Faussaires de Manhattan
Pour plus de détails, voir Fiche technique et Distribution.
Les Faussaires de Manhattan ou Pourras-tu me pardonner un jour ? au Québec (Can You Ever Forgive Me?) est un film biographique américain réalisé par Marielle Heller, sorti en 2018. Il s’agit de l’adaptation de l'autobiographie éponyme de Lee Israel.

## Synopsis
Au début des années 1990, l'auteure Lee Israel peine à renouer avec le succès de ses premiers livres. Sa nouvelle biographie sur Estée Lauder est un véritable échec. Dotée d'un caractère acariâtre et anticonformiste, elle ne fait rien pour s'adapter aux contraintes du monde littéraire et se brouille avec son éditeur. Elle sombre alors dans le syndrome de la page blanche et dans l'alcoolisme. Pressée par le manque d'argent, elle se résigne à vendre une lettre de Katharine Hepburn qu'elle avait encadrée. Elle va alors se découvrir un « don » : imiter à la perfection le style de grands écrivains et autres célébrités. Avec son ami Jack Hock, un homosexuel fantasque, elle monte une arnaque imparable, qui consiste à rédiger de fausses correspondances entre personnalités célèbres. Jack vend ensuite ces fausses lettres à des libraires de Greenwich Village, qui alimentent un marché florissant de collectionneurs passionnés. Mais les deux compères ne savent pas que le FBI s’intéresse désormais à eux...

## Fiche technique
Sauf indication contraire, les informations mentionnées dans cette section peuvent être confirmées par la base de données cinématographiques IMDb,  présente dans la section « Liens externes ».
- Titre original : Can You Ever Forgive Me?
- Titre français : Les Faussaires de Manhattan
- Titre québécois : Pourras-tu me pardonner un jour?[1]
- Réalisation : Marielle Heller
- Scénario : Nicole Holofcener et Jeff Whitty, d'après l'autobiographie Can You Ever Forgive Me? de Lee Israel
- Musique : Nate Heller
- Direction artistique : Marci Mudd
- Décors : Stephen H. Carter
- Costumes : Arjun Bhasin
- Photographie : Brandon Trost
- Montage : Anne McCabe
- Production : Anne Carey, Amy Nauiokas, David Yarnell
- Sociétés de production : TSG Entertainment et Archer Gray Productions
- Sociétés de distribution : Fox Searchlight Pictures (États-Unis) ; Condor Distribution (France)
- Pays d’origine :  États-Unis
- Langue originale : anglais
- Format : couleur – 35 mm, cinéma numérique – 2,35:1
- Genre : biographie
- Durée : 106 minutes
- Dates de sortie :
  - États-Unis : 1er septembre 2018 (Festival du film de Telluride) ; 19 octobre 2018 (sortie limitée)
  - Québec : 2 novembre 2018[1]
  - France : 31 juillet 2019

## Distribution
- Melissa McCarthy (VF : Véronique Alycia) : Lee Israel
- Richard E. Grant (VF : Pierre-François Pistorio): Jack Hock
- Dolly Wells (VF : Karine Texier) : Anna
- Ben Falcone : Alan Schmidt
- Gregory Korostishevsky : André
- Jane Curtin : Marjorie
- Joanna Adler : Arlene
- Stephen Spinella : Paul
- Christian Navarro : Kurt
- Marc Evan Jackson (VF : François Hatt) : Lloyd
- Anna Deavere Smith : Elaine
- Shae D'Lyn : Nell
- Pun Bandhu : Doyle, un agent du FBI
- Erik LaRay Harvey : Solonas, un agent du FBI
- Brandon Scott Jones : Glen
- Michael Cyril Creighton : Harry
- Tim Cummings : Craig
- Rosal Colon : Rachel
- Tina Benlo : Karen
- Alice Kremelberg : une serveuse
- Moises Acevedo :un serveur
- Ben Rauch : le responsable du vestiaire
- Ethel Fisher : Mme Unger

 Source et légende : version française (VF) sur RS Doublage

## Production
Le tournage a lieu à New York, du janvier 2017 à mars 2017.

## Accueil
Le film est sélectionné et présenté en avant-première mondiale le 1er septembre 2018 au festival du film de Telluride,.

## Distinctions
Note : Cette section récapitule les principales récompenses et nominations obtenues par le film. Pour une liste plus complète, se référer à la base de données IMDb.

### Récompenses
- Austin Film Critics Association 2018 : 
  - meilleur acteur dans un second rôle pour Richard E. Grant
- Boston Online Film Critics Association 2018 : meilleur acteur dans un second rôle pour Richard E. Grant
- Boston Society of Film Critics 2018 : 
  - meilleur scénario pour Nicole Holofcener et Jeff Whitty
  - meilleure actrice pour Melissa McCarthy
  - meilleur acteur dans un second rôle pour Richard E. Grant
- Chicago Film Critics Association 2018 : meilleur acteur dans un second rôle pour Richard E. Grant
- Florida Film Critics Circle 2018 : 
  - meilleur scénario pour Nicole Holofcener et Jeff Whitty
  - meilleure actrice pour Melissa McCarthy
- National Board of Review 2018 : Top Ten Films
- Nevada Film Critics Society 2018 :  meilleur acteur dans un second rôle pour Richard E. Grant
- New York Film Critics Circle 2018 :  meilleur acteur dans un second rôle pour Richard E. Grant
- New York Film Critics Online 2018 : 
  - meilleur acteur dans un second rôle pour Richard E. Grant
  - meilleure actrice pour Melissa McCarthy
- Phoenix Film Critics Society 2018 : meilleur scénario adapté pour Nicole Holofcener et Jeff Whitty
- San Diego Film Critics Society 2018 : meilleur acteur dans un second rôle pour Richard E. Grant
- San Francisco Film Critics Circle 2018 : meilleure actrice pour Melissa McCarthy
- Seattle Film Critics Association 2018 : meilleur acteur dans un second rôle pour Richard E. Grant
- Southeastern Film Critics Association 2018 : meilleur acteur dans un second rôle pour Richard E. Grant
- St. Louis Film Critics Association 2018 : meilleur acteur dans un second rôle pour Richard E. Grant
- Vancouver Film Critics Circle 2018 : 
  - meilleure actrice pour Melissa McCarthy
  - meilleur acteur dans un second rôle pour Richard E. Grant
- Alliance of Women Film Journalists 2019 :
  - meilleur scénario adapté pour Nicole Holofcener et Jeff Whitty
  - meilleure réalisation féminine pour Marielle Heller
- Central Ohio Film Critics Association Awards 2019 : meilleur acteur dans un second rôle pour Richard E. Grant
- Chlotrudis Awards 2019 :
  - meilleur scénario adapté pour Nicole Holofcener et Jeff Whitty
  - meilleur acteur dans un second rôle pour Richard E. Grant
- Film Independent's Spirit Awards 2019 :
  - meilleur scénario adapté pour Nicole Holofcener et Jeff Whitty
  - meilleur acteur dans un second rôle pour Richard E. Grant
- Festival international du film de Palm Springs 2019 : Spotlight Award pour Melissa McCarthy
- Festival international du film de Santa Barbara 2019 : 
  - Virtuoso Award pour Richard E. Grant
  - Montecito Award pour Melissa McCarthy
- London Critics' Circle Film Awards 2019 : meilleur acteur dans un second rôle de l'année pour Richard E. Grant
- 23e cérémonie des Satellite Awards 2019 :
  - meilleur scénario adapté pour Nicole Holofcener et Jeff Whitty
  - meilleur acteur dans un second rôle pour Richard E. Grant
- Writers Guild of America Awards 2019 : meilleur scénario adapté pour Nicole Holofcener et Jeff Whitty

### Nominations
- Austin Film Critics Association 2018 : 
  - meilleur scénario adapté pour Nicole Holofcener et Jeff Whitty
  - meilleure actrice pour Melissa McCarthy
- Chicago Film Critics Association 2018 : 
  - meilleur scénario adapté pour Nicole Holofcener et Jeff Whitty
  - meilleure actrice pour Melissa McCarthy
- Dallas-Fort Worth Film Critics Association Awards 2018 : 
  - meilleur film
  - meilleure actrice pour Melissa McCarthy
  - meilleur acteur dans un second rôle pour Richard E. Grant
- Detroit Film Critics Society 2018 : 
  - meilleure actrice pour Melissa McCarthy
  - meilleur acteur dans un second rôle pour Richard E. Grant
- Florida Film Critics Circle 2018 : meilleur acteur dans un second rôle pour Richard E. Grant
- Gotham Award 2018 : meilleur acteur pour Richard E. Grant
- San Diego Film Critics Society 2018 : 
  - meilleur scénario pour Nicole Holofcener et Jeff Whitty
  - meilleure actrice pour Melissa McCarthy
- San Francisco Film Critics Circle 2018 : 
  - meilleur scénario pour Nicole Holofcener et Jeff Whitty
  - meilleur acteur dans un second rôle pour Richard E. Grant
- Southeastern Film Critics Association 2018 : meilleur scénario adapté pour Nicole Holofcener et Jeff Whitty
- St. Louis Film Critics Association 2018 : meilleur scénario adapté pour Nicole Holofcener et Jeff Whitty
- Toronto Film Critics Association 2018 : 
  - meilleure actrice pour Melissa McCarthy
  - meilleur acteur dans un second rôle pour Richard E. Grant
- Alliance of Women Film Journalists 2019 :
  - meilleure actrice pour Melissa McCarthy
  - meilleur acteur dans un second rôle pour Richard E. Grant
  - meilleure adaptation féminine pour Nicole Holofcener
  - meilleure performance pour Melissa McCarthy
- 72e cérémonie des British Academy Film Awards 2019 :
  - BAFTA Award du meilleur acteur dans un rôle secondaire pour Richard E. Grant
  - BAFTA Award de la meilleure actrice dans un rôle principal pour Melissa McCarthy
- British Academy Film Award du meilleur scénario pour Nicole Holofcener et Jeff Whitty
- Critics' Choice Movie Awards 2019 :
  - Critics' Choice Movie Award de la meilleure actrice pour Melissa McCarthy
  - Critics' Choice Movie Award du meilleur acteur dans un second rôle pour Richard E. Grant
  - Critics' Choice Movie Award du meilleur scénario adapté pour Nicole Holofcener et Jeff Whitty
- Central Ohio Film Critics Association Awards 2019 :
  - meilleur scénario adapté pour Nicole Holofcener et Jeff Whitty
  - meilleure actrice pour Melissa McCarthy
- Denver Film Critics Society 2019 : 
  - meilleur scénario adapté pour Nicole Holofcener et Jeff Whitty
  - meilleure actrice pour Melissa McCarthy
  - meilleur acteur dans un second rôle pour Richard E. Grant
- Georgia Film Critics Association 2019 : meilleur acteur dans un second rôle pour Richard E. Grant
- GLAAD Media Awards 2019 : meilleur film
- 76e cérémonie des Golden Globes 2019 :
  - Golden Globe de la meilleure actrice dans un film dramatique pour Melissa McCarthy
  - Golden Globe du meilleur acteur dans un second rôle pour Richard E. Grant
- Houston Film Critics Society 2019 : 
  - meilleure actrice pour Melissa McCarthy
  - meilleur acteur dans un second rôle pour Richard E. Grant
- London Critics' Circle Film Awards 2019 : meilleur acteur britannique de l'année pour Richard E. Grant
- National Society of Film Critics Awards 2019 :
  - meilleure actrice pour Melissa McCarthy
  - meilleur acteur dans un second rôle pour Richard E. Grant
  - meilleur scénario adapté pour Nicole Holofcener et Jeff Whitty
- 91e cérémonie des Oscars 2019 : 
  - Oscar de la meilleure actrice pour Melissa McCarthy
  - Oscar du meilleur acteur dans un second rôle pour Richard E. Grant
  - Oscar du meilleur scénario adapté pour Nicole Holofcener et Jeff Whitty
- 23e cérémonie des Satellite Awards 2019 : meilleure actrice pour Melissa McCarthy
- 25e cérémonie des Screen Actors Guild Awards 2019 :
  - Screen Actors Guild Award de la meilleure actrice pour Melissa McCarthy
  - Screen Actors Guild Award du meilleur acteur dans un second rôle pour Richard E. Grant